# An Thuận (xã)
An Thuận là một xã thuộc huyện Thạnh Phú, tỉnh Bến Tre, Việt Nam.